# Aspro Parks
Aspro Parks (auch Aspro Ocio oder Aspro Group) ist ein spanischer Betreiber von Tier-, Wasser- und Freizeitparks, der im Oktober 1991 gegründet wurde und seinen Hauptsitz in Madrid hat.

## Geschichte
Die Aspro Parks Gruppe ist mit 46 Parks in acht europäischen Ländern einer der führenden Betreiber von Wasser- und Freizeitparks, Delfinarien und Aquarien in Europa. Zu den Ländern gehören: Belgien, Finnland, Frankreich, Großbritannien, Niederlande, Portugal, Spanien, und die Schweiz. Aspro Parks hat sich insbesondere auf das Angebot von Wasserparks und Schauaquarien spezialisiert, aber auch Delfinarien, Safariparks, Zoos und Themenparks findet man unter den angebotenen Parks der Aspro Parks Gruppe wieder. Im Jahr 2015 beschäftigte das Unternehmen über 5.000 Mitarbeiter während der Hauptsaison und rund 2.000 festangestellte Mitarbeiter ganzjährig. Bei Wal- und Tierschützern steht das Unternehmen häufig wegen seiner Delfinarien in der Kritik. Zusammen mit dem spanischen Betreiber Parques Reunidos besitzt die Aspro Parks Gruppe den größten Bestand an Delfinen in Europa.
In Deutschland gehört seit 2012 das bayerische Dienstleistungsunternehmen GMF GmbH & Co. KG aus Neuried (bei München) zum Aspro Parks Konzern, das aktuell 20 Freizeitbäder und Sportanlagen in Deutschland, Österreich und Tschechien betreibt.
Die Aspro Parks Gruppe erwarb zuletzt im Jahr 2014 den französischen Freizeitpark Walibi Sud-Ouest und das Dolfinarium Harderwijk in den Niederlanden und seit Januar 2016 ist sie der neue Betreiber des französischen Freizeitpark Walygator Parc.
Insgesamt betreibt die Aspro Parks Gruppe derzeit: 25 Wasserparks, 10 Vergnügungsparks, 9 Aquarien, 6 Delfinarien und 1 Tierpark in Europa.

## Portfolio

### Vergnügungsparks
| Name                   | Ort                | Land                   |
| ---------------------- | ------------------ | ---------------------- |
| Boudewijn Seapark      | Brügge             | Belgien                |
| Deltapark Neeltje Jans | Vrouwenpolder      | Niederlande            |
| Hastings Castle        | Hastings           | Vereinigtes Königreich |
| Linnaeushof            | Bennebroek         | Niederlande            |
| Puuhamaa               | Tervakoski         | Finnland               |
| Smugglers Adventure    | Hastings           | Vereinigtes Königreich |
| Top Camping            | Vaasa              | Finnland               |
| Walygator Sud-Ouest    | Roquefort          | Frankreich             |
| Walygator Grand Est    | Maizières-lès-Metz | Frankreich             |

### Aquarien
| Name                 | Ort               | Land                   |
| -------------------- | ----------------- | ---------------------- |
| Aquarium Barcelona   | Barcelona         | Spanien                |
| Aquarium de Lyon     | La Mulatière      | Frankreich             |
| Blue Planet Aquarium | Ellesmere Port    | Vereinigtes Königreich |
| Bluereef Hastings    | Hastings          | Vereinigtes Königreich |
| Bluereef Newquay     | Newquay           | Vereinigtes Königreich |
| Bluereef Portsmouth  | Portsmouth        | Vereinigtes Königreich |
| Bristol Aquarium     | Bristol           | Vereinigtes Königreich |
| Deep Sea World       | North Queensferry | Vereinigtes Königreich |
| Tynemouth Aquarium   | Tynemouth         | Vereinigtes Königreich |
| Planet Ocean         | Montpellier       | Frankreich             |

### Delfinarien
| Name                   | Ort               | Land        |
| ---------------------- | ----------------- | ----------- |
| Aqualand Costa Adeje   | Adeje             | Spanien     |
| Boudewijn Seapark      | Brugge            | Belgien     |
| Dolfinarium Harderwijk | Harderwijk        | Niederlande |
| Marineland Catalunya   | Palafolls         | Spanien     |
| Marineland Mallorca    | Costa d’en Blanes | Spanien     |
| Palmitos Park          | Gran Canaria      | Spanien     |

### Tierparks
| Name            | Ort               | Land    |
| --------------- | ----------------- | ------- |
| Jungle Park     | Arona (Teneriffa) | Spanien |
| Cocodrilos Park | Torremolinos      | Spanien |

### Wasserparks
| Name                       | Ort                   | Land        |
| -------------------------- | --------------------- | ----------- |
| Alpamare                   | Pfäffikon SZ          | Schweiz     |
| Aqualand Agen              | Roquefort             | Frankreich  |
| Aqualand Algarve           | Alcantarilha          | Portugal    |
| Aqualand Bahía de Cádiz    | Puerto de Santa Maria | Spanien     |
| Aqualand Bassin d'Arcachon | Gujan-Mestras         | Frankreich  |
| Aqualand Cap d'Agde        | Cap d’Agde            | Frankreich  |
| Aqualand Costa Adeje       | Adeje                 | Spanien     |
| Aqualand El Arenal         | S’Arenal              | Spanien     |
| Aqualand Fréjus            | Fréjus                | Frankreich  |
| Aqualand Maspalomas        | Maspalomas            | Spanien     |
| Aqualand Port Leucate      | Port Leucate          | Frankreich  |
| Aqualand Saint Cyprien     | Saint-Cyprien         | Frankreich  |
| Aqualand Saint Cyr sur Mer | Saint-Cyr-sur-Mer     | Frankreich  |
| Aqualand Sainte Maxime     | Sainte-Maxime         | Frankreich  |
| Aqualand Torremolinos      | Torremolinos          | Spanien     |
| Aqualeon                   | Albanyà               | Spanien     |
| Captain Jako               | Cap d’Agde            | Frankreich  |
| Marineland Catalunya       | Palafolls             | Spanien     |
| Nemo                       | Magdeburg             | Deutschland |
| Serena                     | Espoo                 | Finnland    |
| Tropiclandia               | Vaasa                 | Finnland    |
| Visulahti                  | Mikkeli               | Finnland    |
| Western Water Park         | Magaluf               | Spanien     |

### Consulting
| Name              | Ort     | Land        |
| ----------------- | ------- | ----------- |
| GMF GmbH & Co. KG | München | Deutschland |

## Ehemalige Standorte
| Name               | Ort           | Land                   |
| ------------------ | ------------- | ---------------------- |
| Oakwood Theme Park | Pembrokeshire | Vereinigtes Königreich |